# 日内瓦
日内瓦（发音：[ʒənɛv] ⓘ；Arpitan： [dzəˈnɛva] ⓘ，发音：[ɡɛnf] ⓘ）是瑞士第二大城市，屬於瑞士法语区，日内瓦州首府。建在日内瓦湖流入羅訥河之處。現今，日内瓦蜚聲國際主要得益于众多國際組織设立在此，包括联合国日内瓦办事处。
日内瓦是著名的國際都市，在兩次世界大戰之間，國際聯盟的總部就是設立在此地。今天仍然有許多國際組織在日內瓦設立總部或办事处，包括有国际红十字會的總部。屬於聯合國的組織有世界衛生組織等。

## 名称
最早提到日内瓦的罗马将领凯撒的拉丁语拼写是Genava，取自凯尔特语的*genawa-，与意大利北部城市热那亚词源相同，来自于利古里亚语，意思是靠近水体（指的是日内瓦湖或者罗讷河出口的沼泽地）。另外一种可能性来自于伊利里亚语的河流。同时genawa的词根genu很可能来自于高卢部落，高卢语中的genu代表“嘴”，古爱尔兰语中为giun，布列塔尼语则为genoù，威尔士语则是genau。

## 历史

### 早期历史
罗马人从公元前121年开始征服阿洛布罗基人的土地，将日内瓦建设成为山北高卢的一个前哨基地，后来山北高卢地区被命名为纳博讷高卢。日内瓦港口的发展始于公元前123年，形成了一定的聚居区，房屋由泥土和木头构造。公元前58年，尤利乌斯·凯撒在他的《高卢战记》第一部第6章和第7章中提到了他在日内瓦的经历，他阻止了赫尔维蒂人渡过罗讷河（不管是使用绑在一起的船只作为浮动通道或者强行涉水）。在凯撒和他的部队临时定居在日内瓦的时候，城镇获得了进一步的发展，并成为一座罗马式城市（vicus和civitas）。不过日内瓦的区域地位比起附近的尼永（Colonia Julia Equestris）和阿旺什（Aventicum）来说略逊一筹。公元1世纪中叶，日内瓦爆发一场火灾，随即城市规划发生变化，改造为石质建筑。3世纪末期，日耳曼人的迁徙导致城市建筑遭受破坏。
日内瓦第一座基督教堂可能兴建于350左右，到4世纪末基督教建筑群已经完工，包括了30多米长的教堂和附属的洗礼堂和门廊。443年，勃艮第人进驻此地，并将日内瓦设为首都。勃艮第（第一）王国在467年将政治中心迁往里昂。日内瓦经历了两位勃艮第国王之间的内战，导致城市被焚烧。中世纪晚期之前，主教团一直在城内具有政治掌控力。563年，发生陶雷度努姆事件，山体滑坡引发了海啸，直接摧毁了日内瓦港口，并造成多人死亡。中世纪初，城市改变了原来的横向发展路线而趋向于缩小集中化发展，并且在城周围建设了防御工事。

### 中世纪

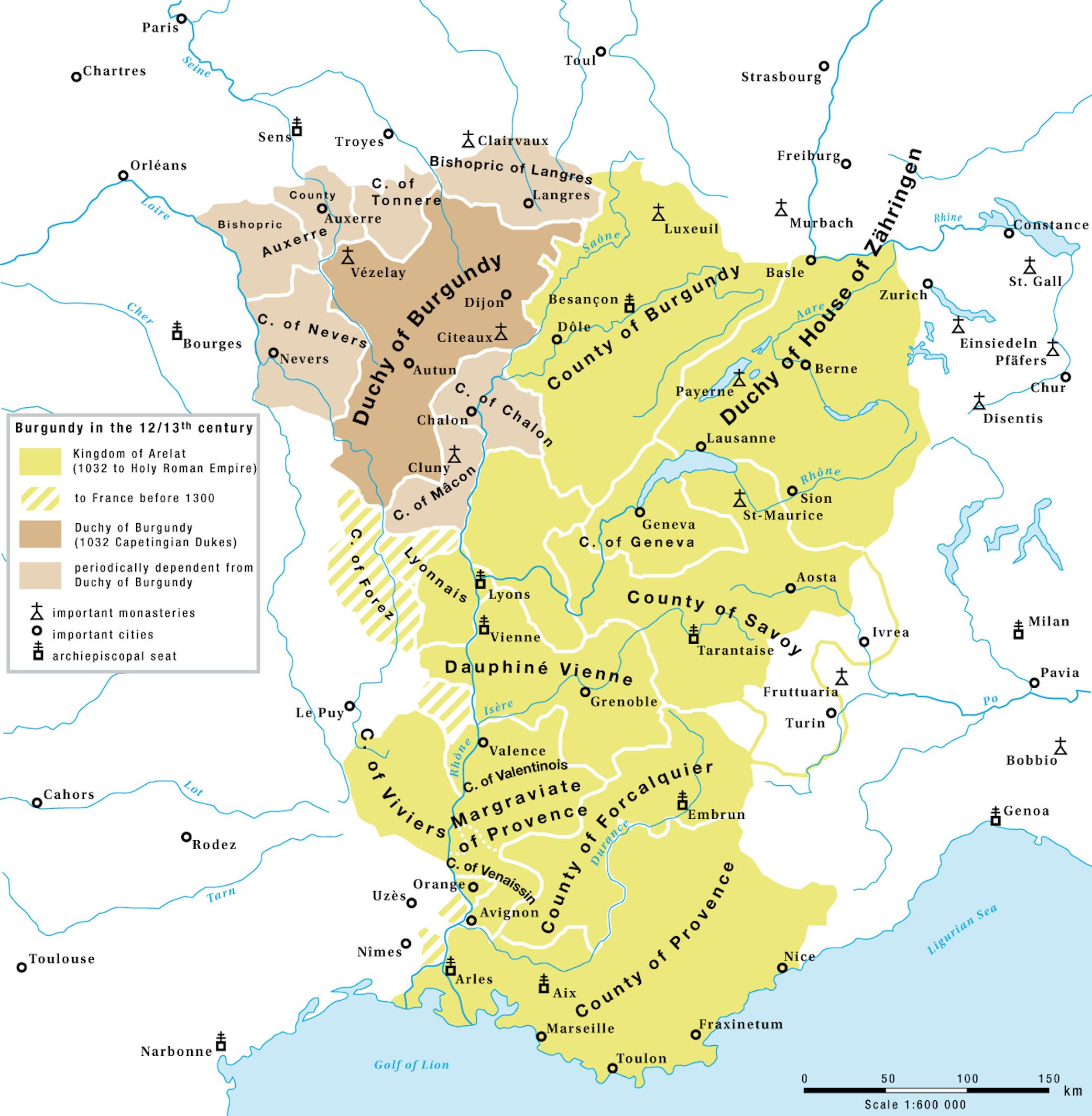
中世纪日内瓦是勃艮第的一部分

中世纪早期日内瓦的权力是分化的，勃艮第国王拥有世俗权力，而主教则拥有精神权威。勃艮第第一王国灭亡之后，法兰克人逐步开始控制该地，最终并入加洛林王朝。不过此时的日内瓦（建立了天主教日内瓦教区）是纽斯特利亚国王和加洛林帝国皇帝之间权力斗争的焦点。843年，经过《凡尔登条约》的分割，日内瓦归属洛泰尔一世的中法兰克王国。855年，中法兰克王国再次分裂，根据《普吕姆条约》，日内瓦归属洛塔林吉亚王国，由小路易二世国王统治。875年路易二世去世，他的叔叔秃头查理控制了日内瓦教区，仅过了两年秃头查理将日内瓦交给了他的长子口吃者路易二世。又仅过了两年，贵族选举小路易二世的女婿普罗旺斯的博索为国王，下勃艮第王国或者博索尼德王朝的普罗旺斯王国建立。888年，博索去世，以此为契机重建了勃艮第王国，即上勃艮第王国。当地主教宣誓效忠鲁道夫一世。鲁道夫一世来自于韦尔夫家族，他与博索的女儿联姻。以此为契机，日内瓦主教辖区在之后的250年一直归属于上勃艮第（933年并入阿尔勒王国），直到1032年，鲁道夫三世去世，根据他的遗嘱，上勃艮第成为神圣罗马帝国皇帝康拉德二世的财产，其中自然包括日内瓦。由于统治者距离越来越远，日内瓦的历任主教不遗余力争取他们当地的政治权力，主教们还需要面对日内瓦伯爵以及周边封建领主的野心。
主教和伯爵的权力争夺日趋激化，1124年在教皇的支持下，翁贝尔·德·格拉蒙主教将赛赛尔条约强加给日内瓦伯爵艾蒙一世，这个条约确立了主教对城市的主权。1154年，皇帝腓特烈一世在给日内瓦主教法乌基尼的信件中确认他和继承者直属于皇帝的独立权力，包括属于教会的财产。1157年，教皇哈德良四世也确认了现状。到了十三世纪初，除了日内瓦主教和伯爵之外，第三股势力开始渗入——萨伏伊家族。1250年，萨伏伊伯爵夺取日内瓦城堡。在十三世纪中叶，商人和工匠联合起来，对抗主教的权力。十三世纪晚期，萨伏伊伯爵与日内瓦主教处于敌对状态。
1285年日内瓦市民任命十名检察官（或代理人）代表他们的权利。1309年，经过激烈争锋，主教终于屈服，承认市民有权组成代理人或者律师来管理他们的公民事务，条件是他们不侵犯主教的管辖权。同时，主教为公民建造了一个大厅，专门用于存放用于展览会的货物。公民从此每年年初都会在委员会内进行集会，进行年度的检察官（代理人）选举。1387年，主教阿德马尔·法布里通过宪章确认公民和代理人的特许权。同时，伴随着萨伏伊伯爵势力的膨胀，迫使主教和市民联合起来。萨伏伊家族的阿梅迪奥八世先出一手占据了日内瓦郡，并为自己的家族争取到了继承日内瓦主教席位的权利。
勃艮第战争中，日内瓦主教选择支持勃艮第公爵，勃艮第失败后，日内瓦受到了瑞士邦联的威胁，并在1475年被要求支付巨额罚款。主教开始与瑞士人接触，并在1477年与伯尔尼、弗里堡签订了为期五年的联盟条约。1519年，日内瓦公民社区与弗里堡签订了资产阶级联合条约，在萨伏伊公爵强迫下这个条约被废止。1526年，日内瓦、伯尔尼、弗里堡之间签订条约宣布主教权力被终结和走向世俗的独立自治。

### 宗教改革

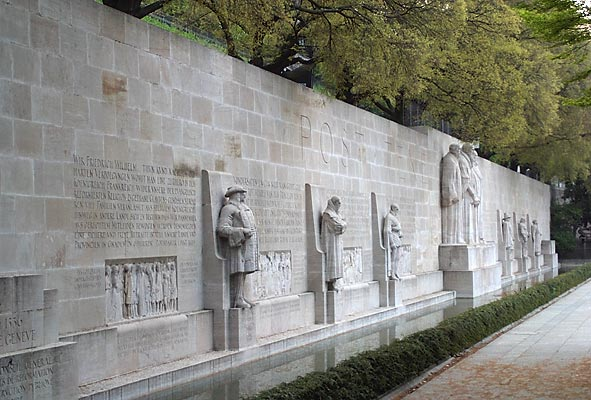
日内瓦宗教改革纪念碑

日内瓦最早接触的新教思想是信义宗（路德宗），从1526年开始，德国商人开始在日内瓦商界传播信义宗的改革思想。在信仰新教的伯尔尼的影响下，日内瓦同意新教传教士在市内进行传教。1532年，纪尧姆·法雷尔到达日内瓦。1535年，天主教弥撒被禁止。1536年5月21日，日内瓦最终完成宗教改革法令，同时每个市民都有义务送自己的孩子上学。从此之后，日内瓦成为归正宗（加尔文主义）的运动中心，有时也被称为“新教的罗马”。
作为牧师协会的总裁，让·加尔文在1536年6月抵达日内瓦，他对日内瓦的影响是全方面的，加尔文和法雷尔两人在1537年联合起来，撰写了21章节的“信仰告白”（法语：Confession de foi），打算强迫日内瓦所有公民和资产阶级签署，如果他们拒绝就等于被逐出教会，这直接导致反对加尔文的人增加。在市内不满情绪的影响下，加尔文於1538年流亡到斯特拉斯堡，直到1541年日內瓦共和國建立之后才返回當地继续他的管理工作。包括颁布了教会法令和民事法令（日内瓦共和国宪法）。加尔文重塑了日内瓦的政治管理机构，包括总委员会（由日内瓦资产阶级组成）、两百人委员会和六十人委员会。宗教事务则交给牧师长老会（Consistoire）负责。1553年10月，西班牙医生兼神学家赛尔韦特在日内瓦被处以火刑，因为他的著作中直接否认三位一体和基督的神性。
另外值得注意的是一位女性的宗教改革家——玛丽·丹蒂埃尔，她的名字在2003年被刻在了宗教改革纪念碑的墙体上而引起众人的关注。她和她的丈夫安托万·弗罗芒都是当时重要的神学家。她在名为《居住在其中的商人忠实的制作和创作的日内瓦城市的战争和拯救》（La guerre et deslivrance de la ville de Genève fidèlement faicte et composée par ung marchand demourant en icelle）一书中详细解释了加尔文在1538年被流放的原因。

### 登城事件

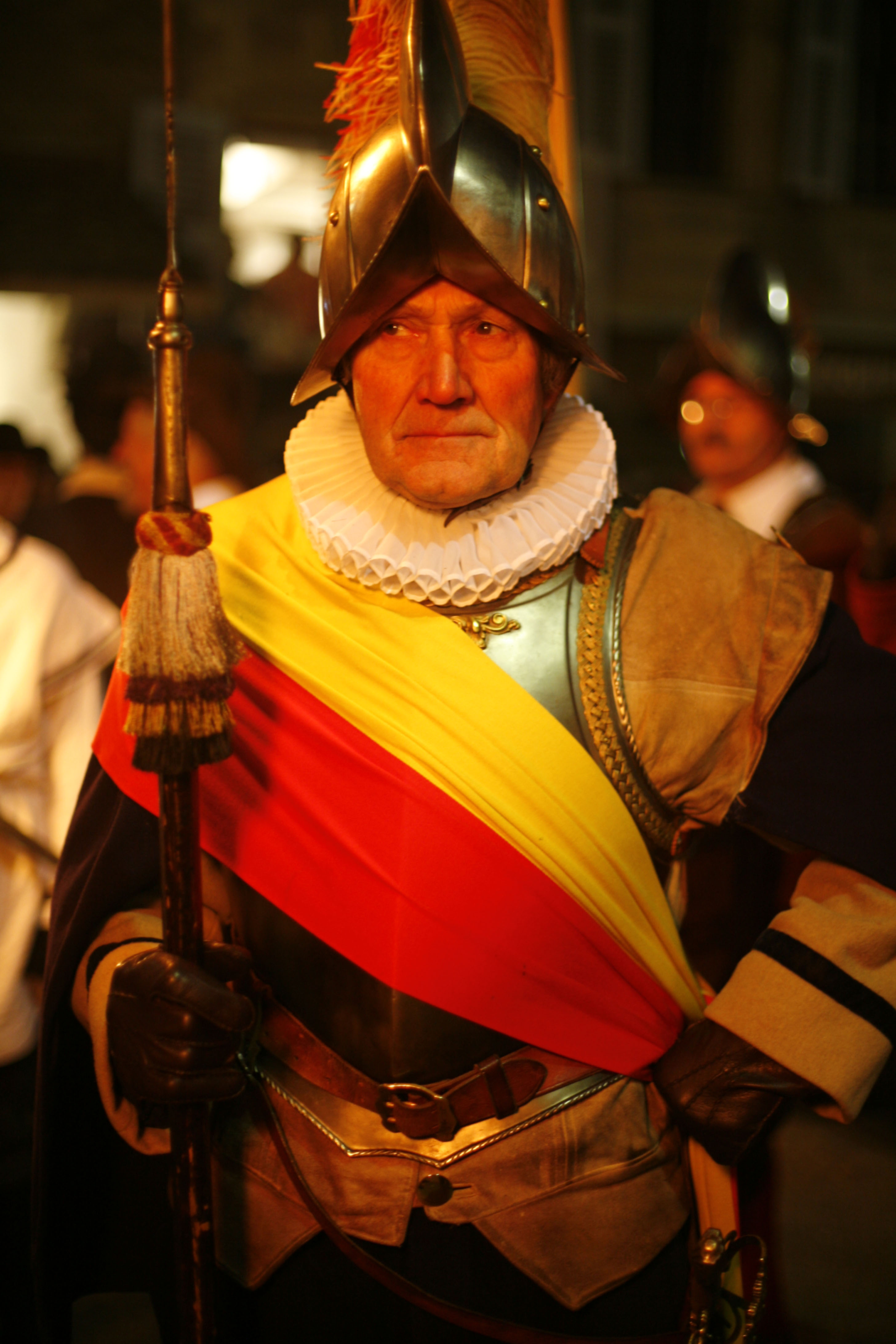
登城节游行

当时的政治条件下，日内瓦距离瑞士唯一的盟友伯尔尼较远。1579年，新签署的《索洛图恩条约》有效地保护了日内瓦。从1580年，萨伏伊的卡洛·埃马努埃莱一世开始不断试图攻击日内瓦，为此日内瓦继续扩展外交政策，包括与索洛图恩、苏黎世和法国结盟。1589年一次小规模的冲突中，日内瓦和盟友击退了萨伏伊人的进攻。
1602年12月11日，萨伏伊人决定发动夜间奇袭，这次奇袭被称为“登城事件（Escalade）”而名留史册，日内瓦每年都会举行相应的纪念活动。萨伏伊再次遭到失败，在1603年7月缔结了圣朱利安条约中确定了萨伏伊和日内瓦之间的永久和平以及承认这座城市的独立性。从1550年开始，法国宗教战争中失利的新教徒开始不断涌入这座城市，使得人口翻了一番，为城市的发展注入新的活动。这些人包括商人、银行家和工匠，带来了他们的资产和外国商界的贸易关系，激发了日内瓦商业的快速发展。市政当局也给他们很多的支持，特别是在丝绸生产以及之后的镀金和钟表制造行业。
到了17世纪，更多的胡格诺派移居到日内瓦，在当地建立了很多重要的公司，其中最著名的就是金线产业专家伊丽莎白·包拉克雷（Elisabeth Baulacre）。

### 日内瓦革命

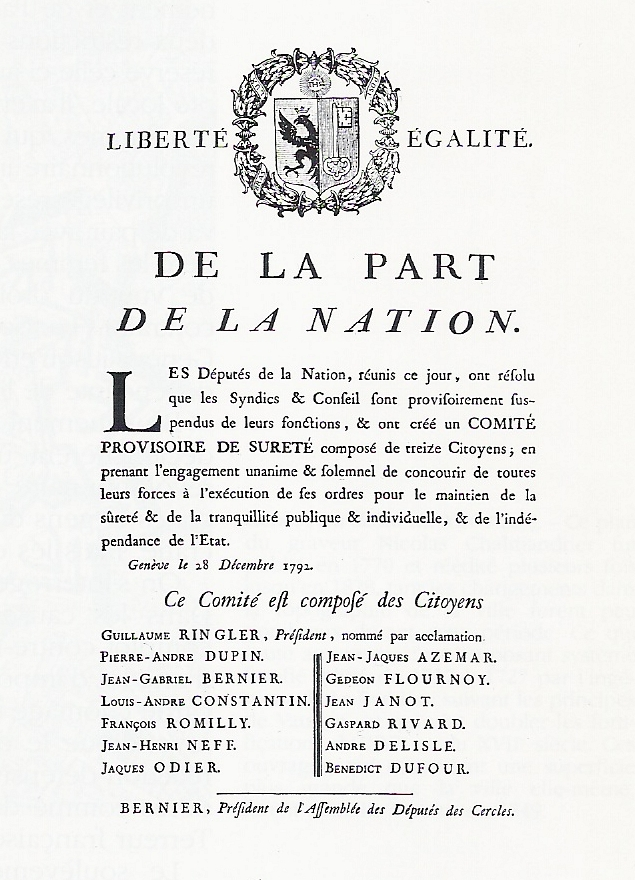
终结旧制度的1792年12月28日宣言

进入18世纪之后，日内瓦共和国的政治体制出现危机，导致两大群体之间的对抗，一方是贵族、资产阶级和拥有完全政治权利的少数（上层）公民（占公民总数的27%），另一方是绝大多数拥有少数政治权力的（下层）公民、外来定居的居民和本地人。1707年，贵族资产阶级一方内部爆发起义，起义领导者是贵族成员兼律师皮埃尔·法蒂奥，他计划扩展下层公民的权利，但由于上层得到伯尔尼和苏黎世军队的支持，导致起义失败，法蒂奥也在狱中被暗杀。在1737年又爆发了一次新的起义，导致11人死亡。日内瓦政府警告法国若要进行仲裁需照顾资产阶级和上层公民的利益。1762年市政府以“试图摧毁基督教和所有政府”的名义在市政厅前将卢梭的两部著作——《爱弥儿》和《社会契约论》全部焚毁。之后下层公民和居民通过自发选举代表（représentation）来投诉和抗议，并且在1781年2月占领了这座城市，通过了一项法律，授予下层市民、居民和农村当地人平等的公民权利。
贵族不甘心失败，他们向路易十六申请援助，一支法国-撒丁-伯尔尼组成的联合部队对日内瓦进行围攻，最终日内瓦被迫在1782年7月投降，贵族重掌政权，一千名市民代表流亡到巴黎，他们的思想一定程度上促成了后续的法国大革命。1785年到1789年，经济繁荣时代结束，物价上涨导致人口减少，小资产阶级大规模破产。1789年1月，由于歉收，导致日内瓦政府提高了面包的价格，直接导致圣热尔韦区爆发骚乱。
大革命浪潮迅速波及到日内瓦，在革命者的领导下，1792年12月爆发新一轮的政治运动，最终旧制度政府在12月28日被推翻。新政府宣布所有市民在政治上保证平等。1793年，旧制度在日内瓦被废除。1794年2月5日，公民投票表决通过新的日内瓦宪法，表明公民对政府和行政权力进行广泛控制。
在18世纪的这段时间，日内瓦经济有数个重要的支柱，其中最大的就是钟表制造业和其附属产业，大概占到当地劳动力的32%，他们工作的地方（工匠作坊）被称为Fabrique，一般位于建筑物的较高楼层。第二重要的是纺织工业。异军突起的第三个产业是银行业，跟国际贸易的发展和路易十四对战争资金的需求有关。另外从18世纪中叶开始，当地市民普遍进行了疫苗的接种，导致预期寿命的大幅度增长。

### 近代
1798年4月15日，日内瓦被法兰西共和国吞并。8月，日内瓦宣布放弃主权，成为法国莱芒省的省会。日内瓦人尝试建立于法国相同的集中制，但是拿破仑失败之后它重新恢复了独立状态。1813年12月30日，法国军队撤离，由奥地利帝国的军队进驻。12月31日，前代理人阿米·吕兰宣布日内瓦恢复为旧制度下的共和国。不过地方法官都认为日内瓦无法再建立一个孤立的国家，因此直接向以前的老盟友求助，申请加入瑞士联邦。虽然天主教各州对“新教罗马”的加入心存芥蒂，但是瑞士还是在1815年5月9日接纳了日内瓦。
1833年当地裁缝和锁匠爆发了瑞士19世纪第一次罢工，1841年的骚乱导致当地制宪议会的重新选举。1842年的新宪法授予男性普遍选举权，并设立日内瓦市直属的市政机构。1846年，日内瓦政府拒绝建议联邦议会内的日内瓦议员投票赞成解散独立联盟，直接导致圣热尔韦的工人发动起义，并击败了政府军。1847年5月，尚姆斯·法齐领导的激进党革命直接推翻了日内瓦政府并制定了新宪法，消除了宗教（新教）在政府中的主导作用。
1850年，瑞士第一家证券交易所在日内瓦开始运营，工业化也在稳步推进中，包括机械、电气设备和汽车制造企业。伴随着工业化，越来越多的外地劳动力涌入城市，逐步改变了集聚区的社会面貌。从19世纪初尚能明显看出城市人和乡村本地人的差异，但是这个差异正在逐渐模糊，人口也出现国际化的趋势。
第一条日內瓦公約于1864年签订，以保護戰時的傷患。

### 现代

1966年的日内瓦

进入20世纪之后，日内瓦的国际地位提升，在第一次世界大战结束后，通过古斯塔夫·阿多尔和威廉·拉帕德的努力，国际联盟将总部设在了日内瓦。
不过瑞士国内的局势仍然动荡不安，工人运动高涨，阶级斗争激化，1918年11月11日，瑞士德语区爆发总罢工，但对法语区的日内瓦影响力有限。1932年11月，瑞士小型的法西斯主义政党全国联盟袭击社会民主党的领导人，导致日内瓦的反法西斯主义者举行游行示威。在示威途中，有新兵在没有警告的情况下向人群开枪，导致13人死亡。数日后日内瓦当地发动了总罢工。
第二次世界大战后，联合国的欧洲总部以及数十个国际组织迁往日内瓦，当地的休闲和商务旅游得到发展。1954年，在日内瓦举行了关于讨论朝鲜半岛和印度支那和平问题的国际会议。进入60年代，日内瓦出现了排外主义的政党Vigilance。同时日内瓦是瑞士国内第三个授予妇女州政和市政投票权的州（仅次于沃州和纳沙泰尔州）。

## 歷史人物
新教神學家喀爾文於1536年定居日内瓦並在此發表《基督教要义》，日内瓦常被喻為“新教的羅馬”。喀爾文被尊稱為「新教的教皇」。
1712年，影響了法國以至歐洲的著名文學家，哲學家，教育家，社會學家和思想家的盧梭在這裡誕生。
1857年，现代语言学之父、瑞士语言学家索绪尔在这里诞生，并曾在日内瓦大学任教。
1920年，著名的瑞士文艺批评家、观念史家、哲学家斯塔罗宾斯基在这里诞生，并长期在日内瓦大学任教。斯塔罗宾斯基以研究日内瓦哲学家卢梭而闻名于世。

## 地理

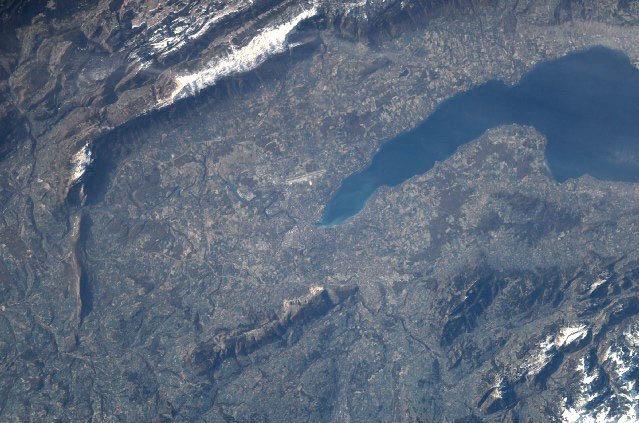
日内瓦地區衛星照片。北面是侏羅山，南面是阿爾卑斯山

日內瓦位於北緯46°12東經6°09'，在日內瓦湖的西南角流入羅訥河之處。日內瓦東面臨湖，南北西三面則被兩大山脈環繞，南为阿爾卑斯山山脈，其中包括属于法国的著名景点萨莱夫山，北、西兩面則為侏羅山山脈的一部分。
日内瓦市占地15.86平方公里，而整个日内瓦州为282平方公里，包括兩塊被沃州包圍的土地（Céligny）。屬日內瓦州的湖面積達38平方公里，並通常被稱作“小湖”。日內瓦州僅有4.5公里的邊境與瑞士其它州接壤。在107.5公里的邊界線中，103公里是與法國接壤：北面是安省，南面是上薩瓦省。
日內瓦的海拔高度為373.6米，也就是上個冰河時期遺留下來的兩塊從湖中突起的巨石中最大的一塊Niton石的海拔高度。這塊石頭紀堯姆·亨利·迪福尔將軍選作所有瑞士測量工作的參考點。
日內瓦第二大河叫做阿尔沃河，並在城中心偏西流入羅訥河。

### 气候
日内瓦属于温带气候，确切的说是温带海洋性气候（柯本气候分类：Cfb）。冬季非常凉爽，通常晚上会出现轻微的霜冻现象，白天霜冻溶解。夏季比较温暖。全年降水充足，分布均匀，相对来说秋季降水较多。在冬季，莱芒湖边附近会出现冰暴风。同时，日内瓦会受到瑞士特有的比色风（法语：La Bise）的影响，导致严重冰冻的出现。
夏季，许多当地居民会选择在莱芒湖中游泳。有些年份日内瓦会在较冷的月份降雪，附近的山脉则经常降雪，适合滑雪运动。许多世界著名的滑雪胜地，诸如韦尔比耶、克莱恩-蒙塔纳等，都距离日内瓦只有几个小时的车程。从市中心仰望南面，可以看到阿尔卑斯山的最高峰——。
日内瓦的年平均气温在11℃左右。2015年7月，日内瓦出现有记录以来的最高温度——39.7℃，而有记录的最低温度是1956年2月的-20.0℃。
| 日內瓦（GVA），海拔412米（1,352英尺），1991–2020年正常值，1901年至今極端數據 | 日內瓦（GVA），海拔412米（1,352英尺），1991–2020年正常值，1901年至今極端數據 | 日內瓦（GVA），海拔412米（1,352英尺），1991–2020年正常值，1901年至今極端數據 | 日內瓦（GVA），海拔412米（1,352英尺），1991–2020年正常值，1901年至今極端數據 | 日內瓦（GVA），海拔412米（1,352英尺），1991–2020年正常值，1901年至今極端數據 | 日內瓦（GVA），海拔412米（1,352英尺），1991–2020年正常值，1901年至今極端數據 | 日內瓦（GVA），海拔412米（1,352英尺），1991–2020年正常值，1901年至今極端數據 | 日內瓦（GVA），海拔412米（1,352英尺），1991–2020年正常值，1901年至今極端數據 | 日內瓦（GVA），海拔412米（1,352英尺），1991–2020年正常值，1901年至今極端數據 | 日內瓦（GVA），海拔412米（1,352英尺），1991–2020年正常值，1901年至今極端數據 | 日內瓦（GVA），海拔412米（1,352英尺），1991–2020年正常值，1901年至今極端數據 | 日內瓦（GVA），海拔412米（1,352英尺），1991–2020年正常值，1901年至今極端數據 | 日內瓦（GVA），海拔412米（1,352英尺），1991–2020年正常值，1901年至今極端數據 | 日內瓦（GVA），海拔412米（1,352英尺），1991–2020年正常值，1901年至今極端數據 |
| 月份                                                                         | 1月                                                                          | 2月                                                                          | 3月                                                                          | 4月                                                                          | 5月                                                                          | 6月                                                                          | 7月                                                                          | 8月                                                                          | 9月                                                                          | 10月                                                                         | 11月                                                                         | 12月                                                                         | 全年                                                                         |
| ---------------------------------------------------------------------------- | ---------------------------------------------------------------------------- | ---------------------------------------------------------------------------- | ---------------------------------------------------------------------------- | ---------------------------------------------------------------------------- | ---------------------------------------------------------------------------- | ---------------------------------------------------------------------------- | ---------------------------------------------------------------------------- | ---------------------------------------------------------------------------- | ---------------------------------------------------------------------------- | ---------------------------------------------------------------------------- | ---------------------------------------------------------------------------- | ---------------------------------------------------------------------------- | ---------------------------------------------------------------------------- |
| 历史最高温 °C（°F）                                                          | 17.3 (63.1)                                                                  | 20.6 (69.1)                                                                  | 24.9 (76.8)                                                                  | 27.5 (81.5)                                                                  | 33.8 (92.8)                                                                  | 36.5 (97.7)                                                                  | 39.7 (103.5)                                                                 | 38.3 (100.9)                                                                 | 34.8 (94.6)                                                                  | 27.3 (81.1)                                                                  | 23.2 (73.8)                                                                  | 20.8 (69.4)                                                                  | 39.7 (103.5)                                                                 |
| 平均高温 °C（°F）                                                            | 5.1 (41.2)                                                                   | 7.0 (44.6)                                                                   | 11.8 (53.2)                                                                  | 15.9 (60.6)                                                                  | 20.1 (68.2)                                                                  | 24.2 (75.6)                                                                  | 26.7 (80.1)                                                                  | 26.2 (79.2)                                                                  | 21.1 (70.0)                                                                  | 15.5 (59.9)                                                                  | 9.3 (48.7)                                                                   | 5.6 (42.1)                                                                   | 15.7 (60.3)                                                                  |
| 日均气温 °C（°F）                                                            | 2.1 (35.8)                                                                   | 2.9 (37.2)                                                                   | 6.7 (44.1)                                                                   | 10.5 (50.9)                                                                  | 14.5 (58.1)                                                                  | 18.4 (65.1)                                                                  | 20.6 (69.1)                                                                  | 20.0 (68.0)                                                                  | 15.7 (60.3)                                                                  | 11.3 (52.3)                                                                  | 6.0 (42.8)                                                                   | 2.8 (37.0)                                                                   | 11.0 (51.8)                                                                  |
| 平均低温 °C（°F）                                                            | −1.1 (30.0)                                                                  | −1.1 (30.0)                                                                  | 1.7 (35.1)                                                                   | 5.0 (41.0)                                                                   | 9.1 (48.4)                                                                   | 12.7 (54.9)                                                                  | 14.6 (58.3)                                                                  | 14.2 (57.6)                                                                  | 10.7 (51.3)                                                                  | 7.2 (45.0)                                                                   | 2.6 (36.7)                                                                   | −0.2 (31.6)                                                                  | 6.3 (43.3)                                                                   |
| 历史最低温 °C（°F）                                                          | −19.9 (−3.8)                                                                 | −20.0 (−4.0)                                                                 | −13.3 (8.1)                                                                  | −5.2 (22.6)                                                                  | −2.2 (28.0)                                                                  | 1.3 (34.3)                                                                   | 3.0 (37.4)                                                                   | 4.9 (40.8)                                                                   | 0.2 (32.4)                                                                   | −4.7 (23.5)                                                                  | −10.9 (12.4)                                                                 | −17.0 (1.4)                                                                  | −20.0 (−4.0)                                                                 |
| 平均降水量 mm（）                                                            | 73 (2.9)                                                                     | 56 (2.2)                                                                     | 62 (2.4)                                                                     | 67 (2.6)                                                                     | 78 (3.1)                                                                     | 83 (3.3)                                                                     | 79 (3.1)                                                                     | 81 (3.2)                                                                     | 91 (3.6)                                                                     | 96 (3.8)                                                                     | 89 (3.5)                                                                     | 90 (3.5)                                                                     | 946 (37.2)                                                                   |
| 平均降雪量 cm（）                                                            | 8 (3.1)                                                                      | 5 (2.0)                                                                      | 2 (0.8)                                                                      | 0 (0)                                                                        | 0 (0)                                                                        | 0 (0)                                                                        | 0 (0)                                                                        | 0 (0)                                                                        | 0 (0)                                                                        | 0 (0)                                                                        | 3 (1.2)                                                                      | 5 (2.0)                                                                      | 23 (9.1)                                                                     |
| 平均降水天数（≥ 1.0 mm）                                                     | 9.5                                                                          | 7.9                                                                          | 8.2                                                                          | 8.6                                                                          | 10.2                                                                         | 9.1                                                                          | 8.1                                                                          | 7.8                                                                          | 8.3                                                                          | 9.7                                                                          | 9.9                                                                          | 10.3                                                                         | 107.6                                                                        |
| 平均降雪天数（≥ 1.0 cm）                                                     | 2.0                                                                          | 1.5                                                                          | 0.8                                                                          | 0.1                                                                          | 0.0                                                                          | 0.0                                                                          | 0.0                                                                          | 0.0                                                                          | 0.0                                                                          | 0.0                                                                          | 0.8                                                                          | 1.8                                                                          | 7.0                                                                          |
| 平均相對濕度（％）                                                           | 81                                                                           | 75                                                                           | 68                                                                           | 65                                                                           | 68                                                                           | 66                                                                           | 64                                                                           | 67                                                                           | 73                                                                           | 80                                                                           | 82                                                                           | 82                                                                           | 73                                                                           |
| 月均日照時數                                                                 | 61                                                                           | 96                                                                           | 161                                                                          | 187                                                                          | 212                                                                          | 246                                                                          | 269                                                                          | 242                                                                          | 184                                                                          | 116                                                                          | 65                                                                           | 48                                                                           | 1,887                                                                        |
| 可照百分比                                                                   | 25                                                                           | 38                                                                           | 50                                                                           | 51                                                                           | 50                                                                           | 57                                                                           | 62                                                                           | 62                                                                           | 56                                                                           | 40                                                                           | 27                                                                           | 21                                                                           | 48                                                                           |
| 来源1：MeteoSwiss                                                            |                                                                              |                                                                              |                                                                              |                                                                              |                                                                              |                                                                              |                                                                              |                                                                              |                                                                              |                                                                              |                                                                              |                                                                              |                                                                              |
| 来源2：KNMI                                                                  |                                                                              |                                                                              |                                                                              |                                                                              |                                                                              |                                                                              |                                                                              |                                                                              |                                                                              |                                                                              |                                                                              |                                                                              |                                                                              |

## 政治

### 行政
日内瓦的行政机构是日内瓦行政委员会（Conseil administratif），一共有5名委员组成，由市民以多数制直接选举产生，任期为五年。其中市长每年由委员中的一人轮换产生。
2020年至2025年任期的委员名单：
- 弗雷德里克·佩尔雷（法语：Frédérique Perler）（女，瑞士绿党）——规划、建设和交通部门
- 玛丽·巴尔贝·沙皮伊（法语：Marie Barbey-Chappuis）（女，瑞士中间党）——2022-2023年度市长，兼安全与体育部门
- 萨米·卡南（法语：Sami Kanaan）（男，瑞士社会民主党）——文化与数字化转型部门
- 阿方索·戈麦斯（法语：Alfonso Gomez）（男，瑞士绿党）——财政、环境和住房部门
- 克里斯蒂娜·基特索斯（法语：Christina Kitsos）（女，瑞士社会民主党）——社会凝聚力和团结部门

二战之后，行政委员会一度由右翼政党（原瑞士自由民主党）控制。1947年，社会民主党只拥有一个席位，这种情况一直延续到1963年女性获得市政投票权为止。1967年，行政委员会迎来第一位女性委员Lise Girardin。1971年开始的席位分配是左翼2席（社会民主党和劳动党各1席）和右翼3席。直到1991年，瑞士绿党进入行政委员会，导致左翼拿到了第3席。1999年，左翼达到了4席（分别是于社会民主党2席、绿党1席和一起向左翼1席），剩下一席属于自由党或者基督教民主人民党。2020年席位再次发生变化，极左翼（劳动党或者一起向左翼）的席位被绿党代替，其他维持不变。

### 立法
日内瓦的立法机构是日内瓦市议会（Conseil municipal），一共有80个议员席位，由市民以比例代表制选举产生，选举最低门槛为7%。议员任期为五年，但可以无限期延长。
最近一次市议会选举在2020年3月15日举行，根据选举结果，目前议席分配如下：
- 瑞士社会民主党 19席
- 瑞士绿党 18席
- 自由党 14席
- 基督教民主人民党 8席
- 日内瓦公民运动（英语：Geneva Citizens' Movement） 7席
- 一起向左翼（法语：Ensemble à gauche） 7席
- 瑞士人民党 7席

### 公民权利
日内瓦选民是已经或者有资格获得瑞士国籍并在日内瓦市境内居住的公民的总称。从2005年4月通过一项政治倡议，只要在瑞士境内居住满8年（在日内瓦境内居住满3个月）的外国公民也有权利在市政选举中进行投票，但他们都无权成为候选人。在给予外国公民参与当地政治生活的方面，日内瓦跟其他大多数法语区的城市一样，要比德语区更加开放和自由。
除了投票权以外，选民也具有倡议权。对市议会投票通过的法令或者针对特定议题的倡议，只要在40天内收集到4000名选民的签名，就可以进行一次公投表决。

### 行政区划
日内瓦市（法语：commune）成立于1930年，是由Genève-Cité、Plainpalais、Eaux-Vives和Petit-Saconnex四个市镇合并而成。1926年，日内瓦市民否决了一项将自治市镇废除并直接将市镇置于日内瓦州管辖下的议案。合并后，市镇改称为区（法语：arrondissement）并保留到1958年。
21世纪初，日内瓦市和日内瓦州之间的权责仍然没有完全明确。因此日内瓦州议会提议直接将市和州进行合并，但是遭到左翼控制的日内瓦市议会的否决，理由是维持日内瓦市的自治基础。
目前，日内瓦市仍然分为四个区，即Cité、Plainpalais、Eaux-Vives和Petit-Saconnex。

## 人口统計
2004年，日內瓦市人口為185,526，日内瓦州共438,500人。2000年，共645,000人生活在日内瓦市及其週邊地區，包括周圍的法國和沃州人口。
州的人口分為145,200日內瓦本州人（33.1%），123,400其它州的瑞士人（28.2%）和169,000来自180个不同國家的外籍人士（38.7%）。包括持雙國籍的人，54.4%的居住在日內瓦的人口持外國護照。
根據2000年調查結果，日内瓦由於是喀爾文多年弘法傳教的中心，一直被看作一座基督新教的城市，但现在，更多的市民是天主教信徒（39.5%）而不是新教（17.4%）。22%市民表示他們無宗教信仰。其餘的分為回教（4.4%）、猶太教（1.1%）、其他宗教以及沒有回答的人。

## 國際組織與非國際組織
日内瓦是許多國際組織的所在地，包括联合国欧洲总部、世界衛生組織、國際勞工組織、聯合國難民署、联合国人权事務高級專員、世界知識產權組織、世界氣象組織、國際電信聯盟、联合国艾滋病规划署、联合国贸易和发展会议、政府间气候变化专门委员会。
除了联合国机构，许多非国际组织和國際組織的总部位于日内瓦，包括世界貿易組織、各國議會聯盟、世界經濟論壇、紅十字國際委員會、红十字会与红新月会国际联合会、国际移民组织、无国界医生、国际文凭组织、世界基督徒学生联盟、互联网管理论坛、阿加汗基金会、國際標準化組織、世界企业永续发展委员会、世界教会理事会、網際網路虛擬圖書館、国际爱滋病协会、世界童軍運動組織、国际电工委员会、国际公路运输联盟、国际抗癌联盟、联合国观察。
在欧洲层面的组织包括欧洲广播联盟和歐洲核子研究中心、欧洲教会会议。
日内瓦曾是國際聯盟的所在地（1920年－解散於1946年）。它最初在威尔逊宫，然后搬进其后一直作为联合国日内瓦办事处所在地的万国宫。

## 經濟

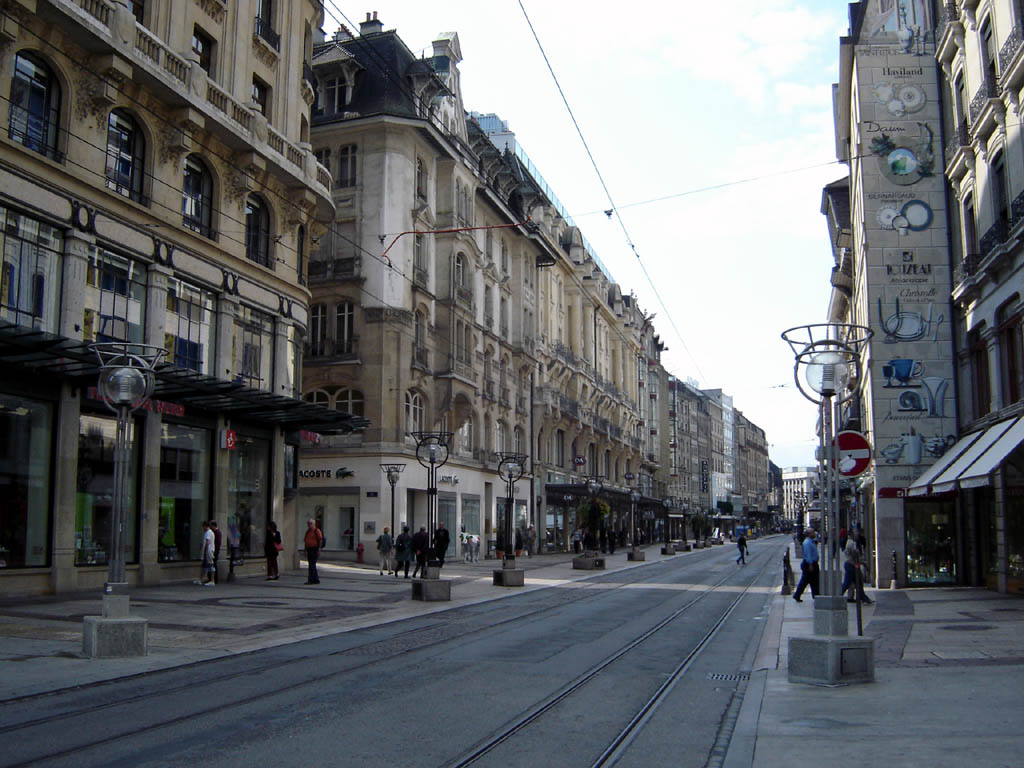
日内瓦主要街道金十字街（Rue de la Croix-d'Or）和les Rues Basses的一部分

日内瓦的经济主要是第三级产业。这个城市有古老的金融业，特别是私人银行业务（管理约1万亿美元的资产）和国际贸易融资。
日内瓦有悠久的製錶传统，很多製錶總部設立於日內瓦，如百达翡丽、江诗丹顿、劳力士、伯爵表、萧邦錶等等。日内瓦市政府与瑞士联邦政府共同成立的钟錶检测单位（1886年成立）对于在日内瓦生产的钟錶进行非强制性的检测，通过者可以在机芯上鑴刻日内瓦印记，有日内瓦印记的手錶基本上等级比较高。
世界两大香精和香料生产商芬美意和奇华顿的总部和主要生产设施设于日内瓦。許多的跨國公司的国际总部也位于日内瓦，例如日本烟草国际、地中海航运公司、贡沃尔集团、通用验证、意法半导体、SITA、Vitol、Weatherford International。此外還有許多的跨國公司，例如宝洁公司、杜邦都將歐洲總部設在日内瓦。惠普欧洲、非洲和中东地区的总部设在日内瓦附近的梅兰。
每年三月在日内瓦国际机场旁的日内瓦Palexpo展览会议中心举行的日内瓦汽车展，也是全球重要的车展之一。
日內瓦的最低工資全球最高。

## 基礎設施

### 交通

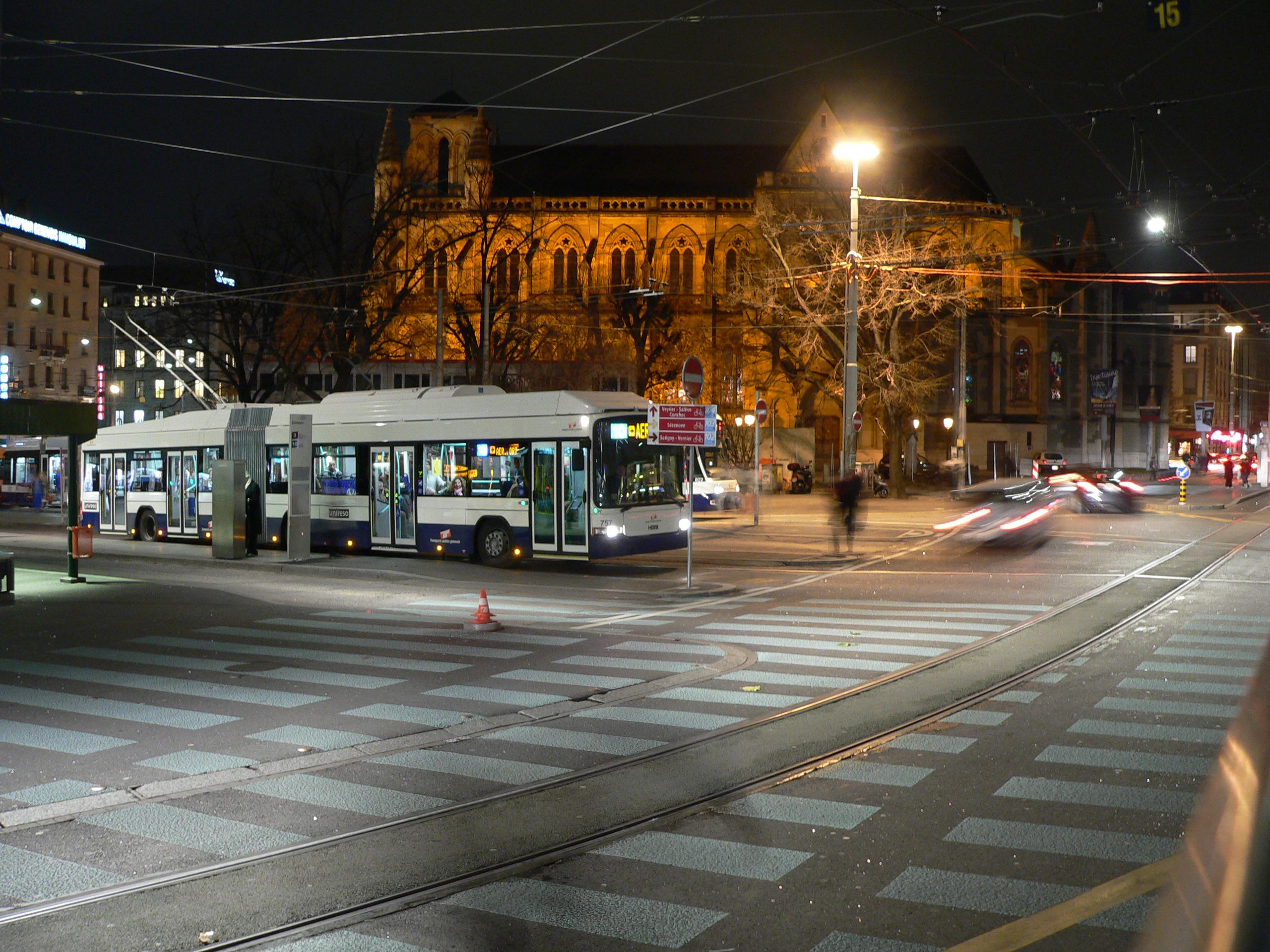
Cornavin公车總站

公共交通服務包括公共汽車、无轨电车和有軌電車由日內瓦公共交通（TPG）提供。除了負責市中心的交通，其网络遍布全州，並還延伸至周边的法國城镇。而由日內瓦海鷗公司（Mouettes genevoises）和CGN公司提供連接日内瓦湖的船上公共交通，主要用於旅遊業。
瑞士联邦铁路公司提供的地區性火車服務連接著日內瓦主要的科尔纳万火车站與機場以及市外的數個小火車站。铁路也和法国国营铁路公司的路网联通，包括直通巴黎和马赛的高速列车線路。火車目前還沒有用在城市內部交通上，但CEVA計畫（Cornavin - Eaux-Vives - Annemasse）已經開工。這個最初於1884年構想的計畫將連接該城火車總站，州公立醫院，奥维夫枢纽站（Eaux-Vives）和法國安纳马斯市。火車總站至La Praille编组站一條線現已存在，并将从地下延伸至医院及奥维夫，然后接通现有的通向法国的线路。 此外，日内瓦還連接著瑞士A1高速公路和法國的高速公路。
日内瓦國際機場是瑞士的重要航空樞紐，有铁路与科尔纳万火车站连接。

### 公用事業
水，天然氣和電由州政府所有的日内瓦工业服务公司（SIG）提供给日内瓦州所属地区。大部分饮用水（80%）从日内瓦湖提取；其余的20%来自阿尔沃河渗透形成的地下水。日内瓦州30%的电力需求在当地生产，主要由三座建於羅訥河上的水力發電站提供（Seujet，Verbois和Chancy-Pougny）。其外，13%的州產電力來自Les Cheneviers公司的廢物燃燒工廠。其餘的電力需求（70%）由瑞士其它州和其他歐洲國家提供；SIG只購買由可再生能源產出的電，尤其不買核反應堆和化石燃料燃烧产出的电。日内瓦市内及州內三分之二的地區都接通了天然氣管道並由瑞士公司Gaznat （页面存档备份，存于）從西歐購買天然氣。SIG還通過它的"Voisin，voisine"計畫給一部市民提供電訊服務，主要分布在Charmilles區。

## 教育

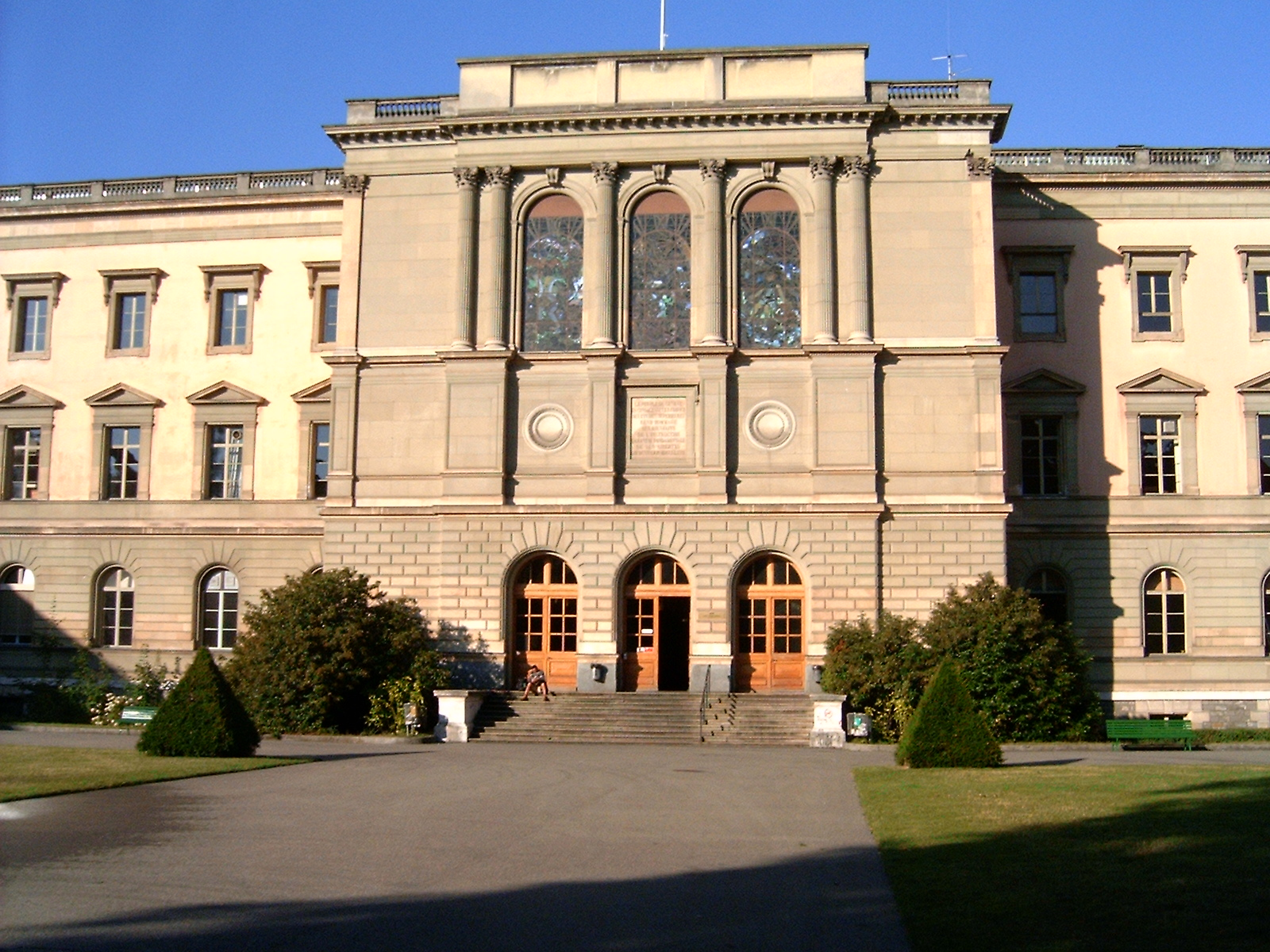
日內瓦大學

日內瓦大學由加爾文建於1559年，是世界上最古老的大學之一。日內瓦還有一所世界最古老的國際學校之一，日內瓦國際學校，同国际联盟建於1924年。
世界声望最高的国际关系学校之一，日内瓦高级国际关系及发展学院也在日內瓦安家。還有其他國際學校，例如日內瓦英語學校和Lancy國際學院（建於1903年）。

## 文化

### 地標與風景

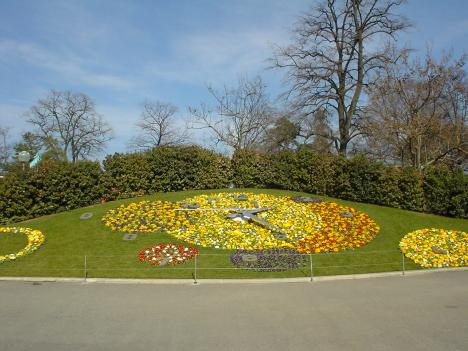
花钟

日内瓦的著名風景包括花鐘、藝術與歷史博物館、國際紅十字和紅新月博物馆和万国宫（聯合國歐洲總部）。
該城最醒目的標誌是位於日内瓦湖中的大噴泉、，140米高水柱可以從城中的許多地方看見。游人可以在湖边租一条船，到湖上游玩。
日内瓦的老城区也是别有风味的一处旅游景点，可以在它的狭窄的街道中漫步或去看看圣彼得大教堂。

### 媒體

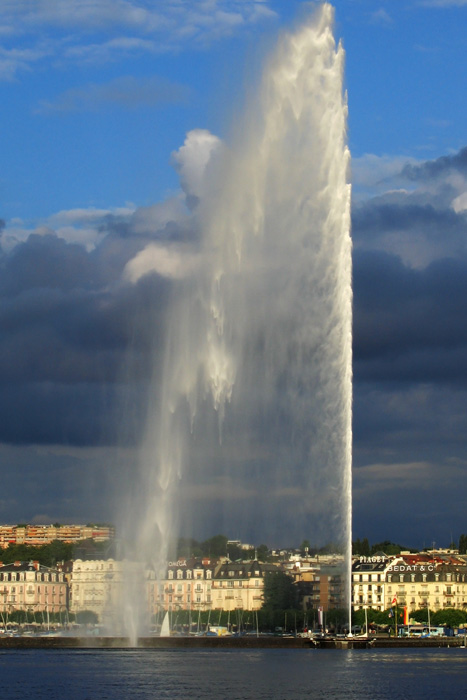
喷泉

該城的主要報紙是日内瓦論壇報，日報由詹姆斯·贝茨創立於1879年二月一日並擁有大約187,000名讀者。創辦於1868年的信使最初由天主教掌管，但從1996年年開始便完全獨立運作。主要聚焦于日內瓦的信使也試圖向瑞士法語區的其它州擴張。覆盖整个法语区的瑞士時報（總部設在日内瓦）和瑞士法語早報在日内瓦有許多讀者。
日内瓦是瑞士法语区的主要媒体中心。日内瓦被瑞士廣播公司的法語廣播網覆蓋著，其中包括瑞士法語區廣播電台。這些廣播網覆蓋著整個瑞士法語區，但每逢像選舉似的特殊活動偶爾也會在本地頻道上播方一些特殊節目。另外一些本地電台只覆蓋城市及其週邊地區，如RadioLac （页面存档备份，存于）（FM 91.8 MHz），Radio Cité （页面存档备份，存于）（基督教廣播，FM 92.2 MHz），OneFM （页面存档备份，存于）（FM 107.0 MHz，也在沃州播放），和日內瓦世界廣播電台（FM 88.4 MHz），瑞士唯一的英语廣播站。
主要覆盖日内瓦的電視频道有瑞士法语电视台TSR；雖然總部設在日内瓦，但全瑞士法語區都能收看。Léman Bleu （页面存档备份，存于）是一個當地電視台，建於1996年並以電纜播放。由於靠近法國，法國電視频道一直能在日內瓦收看。

### 體育
日内瓦市內主要運動隊伍有塞尔维特足球俱乐部，創立於1890年。塞維特曾是瑞士唯一一家由1930年代起一直參與頂級聯賽而從未降級的足球俱樂部；2005年，由於管理問題導致了母公司的破產，使俱樂部被分為兩隊，而新成立的隊伍需要降回甲組聯賽作賽。2011年，俱乐部重回顶级联赛。
日内瓦還有一个冰上曲棍球俱樂部—日內瓦塞維特曲棍球俱樂部（Genève-Servette HC），於瑞士冰球國家一級聯賽（Nationalliga A）中比賽。

### 引用
1. ↑  . Le Dictionnaire historique de la Suisse DHS.   [2021-11-18]. （原始内容存档于2021-11-19） （法语）.
2. ↑  Irène Herrmann. . Le Dictionnaire historique de la Suisse DHS.   [2021-11-18]. （原始内容存档于2021-11-19） （法语）.
3. ↑  http://www.swisstopo.ch/en/basics/geo/faq/horizon 的存檔，存档日期2007-09-27.
4. ↑   (PDF). Zürich-Airport, Switzerland: Swiss Federal Office of Metreology and Climatology, MeteoSwiss. 2022-01-13  [2022-01-13]. （原始内容存档 (PDF)于2022-01-14）.
5. ↑  . KNMI.   [2011-11-08]. （原始内容存档于2016-01-22）.
6. ↑  . KNMI.   [2017-12-29].[]
7. ↑  . République et canton de Genève.   [2021-11-15]. （原始内容存档于2020-04-13） （法语）.
8. ↑  . République et canton de Genève.   [2021-11-15]. （原始内容存档于2021-11-15） （法语）.
9. ↑  .   [2005-12-24]. （原始内容存档于2006-02-20）.
10. ↑  .   [2005-12-24]. （原始内容存档于2005-11-01）.
11. ↑   的存檔，存档日期2011-06-15.
12. ↑  .   [2020-11-04]. （原始内容存档于2021-01-07）.